# Charles Jenkins
Charles T. Jenkins (Brooklyn, Nueva York, 28 de febrero de 1989) es un jugador de baloncesto estadounidense con pasaporte serbio que actualmente se encuentra sin equipo. Con 1,90 metros de estatura, juega en la posición de base.

## Trayectoria deportiva

### Universidad
Jugó durante cuatro temporadas con los Pride de la Universidad Hofstra, en las que promedió 19,6 puntos, 4,3 rebotes y 3,8 asistencias por partido. En su primera temporada fue elegido Rookie del Año de la Colonial Athletic Association, y en las dos últimas Jugador del Año. Anotó en total 2.513 puntos, récord histórico de la universidad y la segunda mejor marca de la CAA tras David Robinson. Es uno de los dos únicos jugadores de Hofstra, junto a Speedy Claxton en lograr 2.000 puntos, 500 rebotes y 400 asistencias.
En sus tres últimas temporadas ha sido galardonado con el Premio Haggerty al mejor jugador universitario del área metropolitana de Nueva York, y en 2011 consiguió además el Premio Chip Hilton al jugador de último curso que haya demostrado mayor carácter personal dentro y fuera de la pista.

### Profesional
Fue elegido en la cuadragésimo cuarta posición del Draft de la NBA de 2011 por Golden State Warriors. Mientras duró el lockout en la NBA, jugó en la liga italiana con el Banca Tercas Teramo. Debutó en la NBA el día de Navidad ante Los Angeles Clippers.
En 2013 firma con el Estrella Roja, en el que llegaría a jugar en tres etapas diferentes (2013-2015, 2016-2017 y 2019-2020). Con el conjunto serbio sería líder en recuperaciones de la Euroliga 2016-17 y también campeón de Liga, Copa y Liga Adriática. 
En 2015 se convierte en el primer fichaje del Olimpia Milano de Jasmin Repeša, con el que lograría la Liga y la Copa del país transalpino.
Desde 2017 a 2019 jugaría en las filas del BC Khimki.
En julio de 2020, se hace oficial su traspaso al Olympiakos B. C. de la A2 Ethniki.
El 10 de abril de 2021, tras finalizar su participación en la Euroleague con el conjunto griego, firma con Lenovo Tenerife de la Liga Endesa hasta el final de la temporada.
El 24 de junio de 2022 firma un contrato para unirse al equipo serbio KK FMP de la ABA Liga.

## Estadísticas de su carrera en la NBA

### Temporada regular
| Año     | Equipo       | PJ  | PT | MPP  | %TC  | %3P  | %TL  | RPP | APP | ROB | TPP | PPP |
| ------- | ------------ | --- | -- | ---- | ---- | ---- | ---- | --- | --- | --- | --- | --- |
| 2011-12 | Golden State | 51  | 28 | 17.5 | .447 | .150 | .872 | 1.3 | 3.3 | .6  | .1  | 5.8 |
| 2012-13 | Golden State | 47  | 0  | 6.2  | .422 | .500 | .556 | .4  | .6  | .2  | .0  | 1.7 |
| 2012-13 | Philadelphia | 12  | 1  | 12.5 | .368 | .000 | .500 | .9  | 1.3 | .5  | .1  | 2.5 |
| Total   | Total        | 110 | 29 | 12.1 | .434 | .182 | .754 | .9  | 1.9 | .4  | .1  | 3.7 |